# Eulogio Gómez
Eulogio Gómez Franqueira (Cenlle, 6 de junio de 1917-Orense, 20 de abril de 1988), fue un maestro, empresario y político español.

## Vida política
Aunque simpatizante de las Mocedades Galeguistas durante los años finales de la Segunda República, la carrera política del que fue máximo representante del galleguismo centrista nació durante el franquismo, vinculado a sus estructuras de poder. En 1954 accedió a un puesto de concejal en Castrelo de Miño y llegó a ser presidente de la Hermandad de Labradores de Castrelo y de la Cooperativa Local del Campo, con lo que se inicia en la vida pública oficial vinculado a los sectores productivos agrícolas. En este periodo fue también mediador entre Fenosa y los campesinos en las negociaciones de la expropiación de los terrenos donde se construiría posteriormente el pantano de Castrelo de Miño, y procurador en Cortes por el denominado Tercio familiar de Orense (en 1966 y durante dos legislaturas).
En 1977 fundó el Grupo Orensano Democrático, que luego se integró en la Unión de Centro Democrático (UCD). Con ese partido fue diputado por Orense en la legislatura constituyente (del 14 de julio de 1977 hasta el 23 de marzo de 1979), y después durante dos legislaturas más hasta el 15 de julio de 1986. Sin embargo esta última legislatura se correspondió con la debacle electoral de la fuerza centrista, y Gómez Franqueira, sin dejar su escaño de diputado en el Congreso, fundó primero Centristas de Ourense, y finalmente en 1983 Coalición Galega.
En 1984 sufrió un derrame cerebral que lo alejó de la vida política, con lo que se abrió una crisis de liderazgo en la formación nacionalista de centro.

## Carrera empresarial
Como empresario se inició también en Castrelo de Miño, donde montó una cooperativa de reparto de productos. En 1961, Gómez Franqueira fue nombrado por el Ministerio de Agricultura gerente de la Unión Territorial de Cooperativas Orensanas (UTECO) e impulsa las Cooperativas Orensanas (COREN), nacidas en 1961. En la fundación de la empresa, que tuvo al inicio sólo una veintena de socios y una aportación de capital tecnológico estadounidense (Swift), puso todo su esfuerzo, y de ella obtuvo los mayores rendimientos económicos y también políticos. Su objetivo era ampliar las actividades de estas cooperativas para que entre todas pudieran controlar el proceso productivo completo, desde la obtención de materias primas hasta la comercialización de los productos finales.
En 1962 participó en la creación de la Caja Rural de Orense, que nació fundamentalmente con el objetivo de dotar de financiación al proyecto cooperativista.
En 1964, una vez que ya había absorbido el conocimiento necesario, COREN-UTECO se deshace de la colaboración de la firma estadounidense y construye su primera fábrica de piensos. En 1965 se constituye la Cooperativa Provincial de Productores de Huevos y en 1966 comienza a funcionar un matadero avícola para sacrificar los pollos de las explotaciones. Piensos, criadero, matadero y una clasificadora de huevos cierran el círculo del negocio. Con este ánimo extendió sus actividades en las áreas agrícola, ganadera, avícola y porcina. Así, lo que comenzó como una sociedad puramente avícola se convirtió, con el nombre de COREN-UTECO, y luego ya sólo Coren, en el eje de toda la ganadería de carne en Galicia con producciones en los sectores porcinos, vacuno de carne, huevos, patos, pavos y conejos.
A su fallecimiento, su hijo Manuel Gómez-Franqueira pasó a dirigir la empresa, de la que es consejero delegado.

## Datos personales
Procedía de una familia humilde de campesinos. Estudió Magisterio y ejerció como maestro durante casi veinte años, primero en San Amaro y luego en Castrelo de Miño, donde ejerció durante más de veinte años.
En junio de 1980 un comando de ETA político-militar intentó secuestrarle en su casa de Razamonde. Los terroristas fingieron una avería en el coche y entraron en su casa con la excusa de llamar por teléfono. Al entrar, sacaron las armas y obligaron a Gómez Franqueira a que los acompañara. Éste, que estaba en pijama, pidió permiso para vestirse, y aprovechó el momento para coger una pistola que estaba encima de un armario y disparar a los etarras, hiriendo a uno de ellos, José Antonio Alcocer Gabaldón ("Zapatones"), en el cuello y en la mandíbula. Eludió las ráfagas de los otros terroristas echándose al suelo entre las camas del dormitorio y apagando la luz. Este terrorista, herido, fue detenido en un piso de Vigo unos días después. 
La Xunta de Galicia le otorgó la Medalla Castelao en 1986.